# Tassidermia

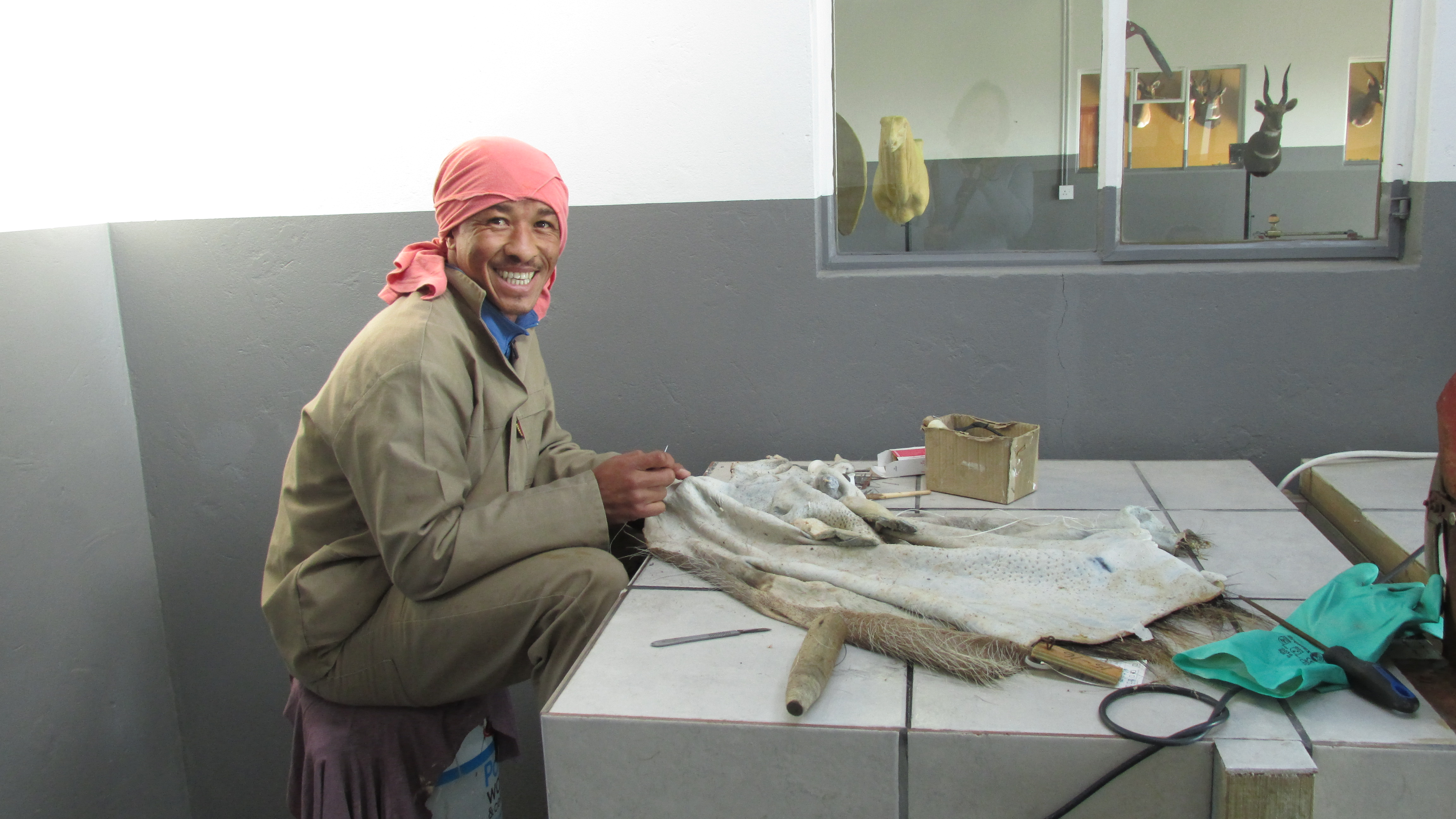
Tassidermista in Sudafrica

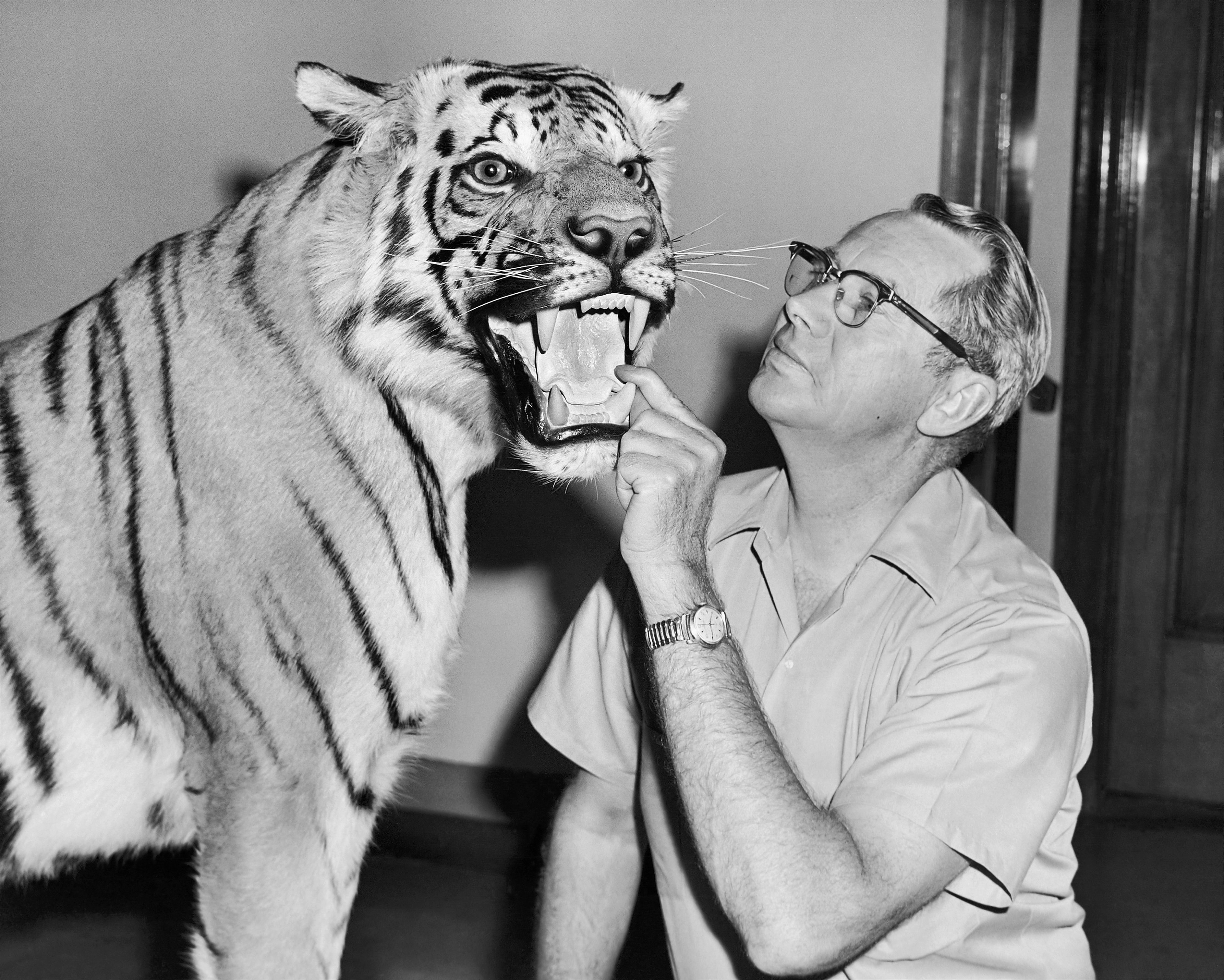
Wilmer W. Tanner con una pelle di animale sottoposta a tassidermia e successivamente imbottita

La tassidermia (dal greco antico: τάξις?, táxis, "preparazione" e δέρμα, dérma, "pelle") o impagliatura (impropriamente: imbalsamazione) è la tecnica di preparazione e conservazione delle pelli degli animali (soprattutto vertebrati) per la visualizzazione, come per la messa a punto dei cosiddetti "trofei di caccia" o per l'esposizione nei musei di scienze naturali a scopi educativi.
La tecnica consiste nel trattamento delle pelli con sostanze conservative e nella successiva imbottitura delle medesime che consenta di dare agli animali così trattati l'aspetto di quelli vivi, fatte salve le esigenze museali per le quali si tendono a realizzare le pelli da studio, più maneggevoli e meno ingombranti, ma non destinate a esposizione al pubblico. L'allestimento dei preparati può talora raggiungere livelli di accuratezza e creatività paragonabili a una delle forme d'arte normalmente riconosciute.
Differisce dall'imbalsamazione perché quest'ultima è intesa come conservazione di un corpo umano o animale in senso ampio e per diversi scopi, mentre la tassidermia è rivolta esclusivamente agli animali e alle loro pelli, che vengono preparate e poi eventualmente imbottite con materiali (una volta legno o paglia, oggi metallo o materiale sintetico come le resine) per l'esposizione come esemplari degli animali in questione. L'artista che si occupa dell'impagliatura è detto "tassidermista".

## Storia

### Tecniche di concia e di impagliatura precoce

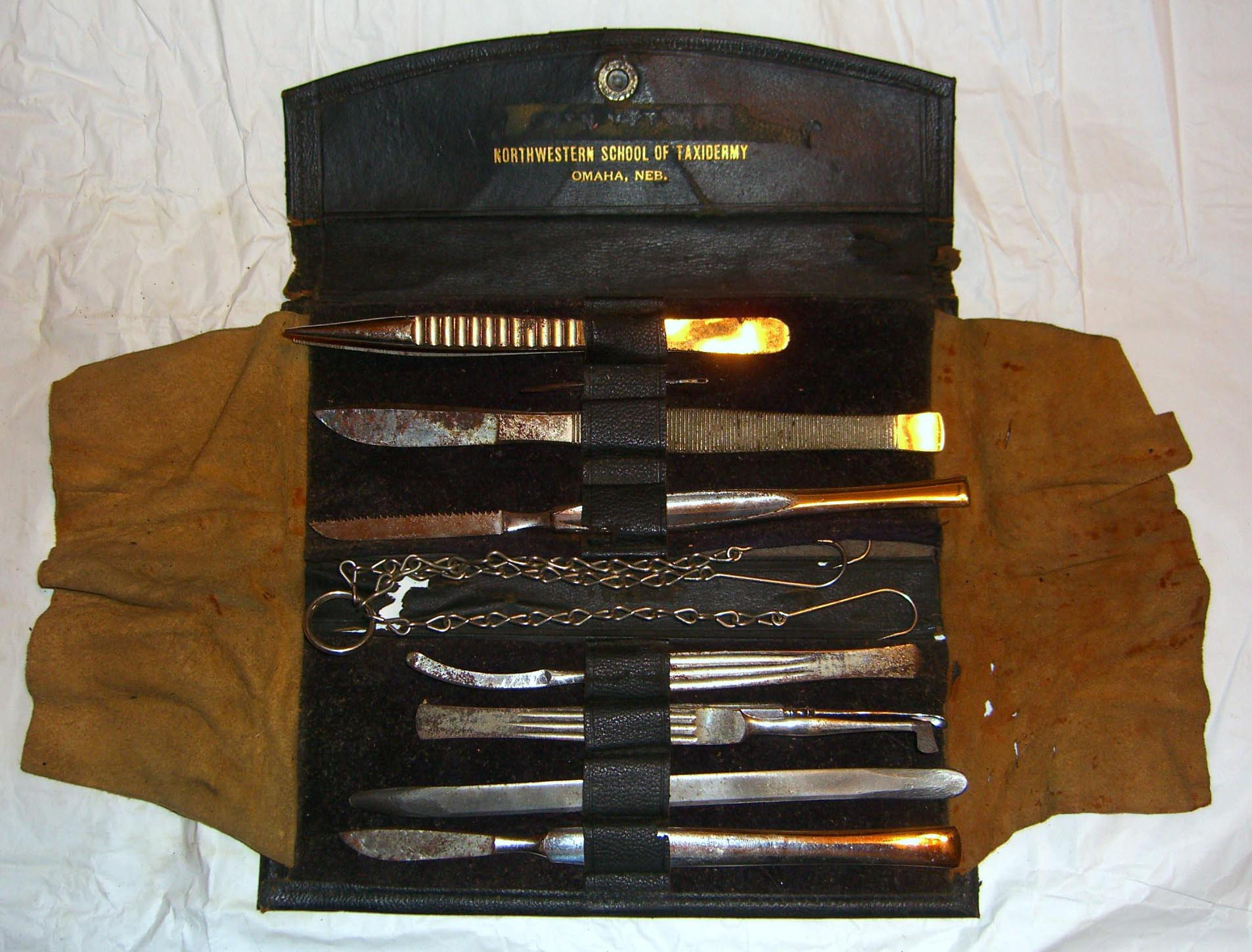
Kit di tassidermia di Theodore Roosevelt, collezione privata

La conservazione delle pelli animali è stata praticata nel corso della storia umana. Ad esempio, sono stati trovati animali imbalsamati insieme alle mummie egiziane. Sebbene l'imbalsamazione incorpori pose realistiche, non è considerata tassidermia. Nel Medioevo, astrologi e farmacisti mostravano rozzi esempi di tassidermia. I primi metodi di conservazione degli uccelli per i gabinetti di storia naturale furono pubblicati nel 1748 da Réaumur in Francia. Le tecniche di montatura furono descritte nel 1752 da M.B. Stollas. Ci furono diversi pionieri della tassidermia in Francia, Germania, Danimarca e Inghilterra. Per un certo periodo, per modellare alcune parti molli è stata utilizzata l'argilla, ma ciò rendeva gli esemplari pesanti.
Nel XVIII secolo, la maggior parte delle città aveva un'attività di conceria. Louis Dufresne,  un tassidermista del Muséum National d'Histoire Naturelle in Francia, pubblicò un processo di tassidermia utilizzando sapone all'arsenico in un articolo nel Nouveau dictionnaire d'histoire naturelle (1803-1804). Questa tecnica ha permesso al museo di costruire un'immensa collezione di uccelli tassidermici. Nel 19º secolo, alcuni cacciatori portavano i loro trofei nei negozi di tappezzeria,  dove i tappezzieri cucivano le pelli degli animali e le imbottivano con stracci e cotone. Il termine "impagliatura" o "animale impagliato" si è evoluto da questa forma grezza di tassidermia. Presto seguirono armature di filo metallico avvolte in cotone più sofisticati che sostenevano le pelli stagionate cucite.
I metodi di Dufresne si diffusero in Inghilterra all'inizio del XIX secolo, dove alcuni dei principali naturalisti dell'epoca, tra cui Rowland Ward e Montague Brown, svilupparono metodi di conservazione aggiornati e non tossici. Ward fondò una delle prime aziende di tassidermia, Rowland Ward Ltd. di Piccadilly. Tuttavia, l’arte della tassidermia rimase relativamente sottosviluppata e gli esemplari rimasero rigidi e poco convincenti.

### Tassidermia come arte
L'età d'oro della tassidermia fu durante l'età vittoriana, quando gli animali montati divennero una parte popolare del design e dell'arredamento degli interni. L'ornitologo inglese John Hancock è considerato il padre della tassidermia moderna. Appassionato collezionista di uccelli, che egli stesso uccideva, cominciò a modellarli con l'argilla e a metterli nel gesso.
Per la Grande Esposizione di Londra del 1851,  allestì una serie di uccelli imbalsamati. Questa esposizione suscitò molto interesse tra il pubblico e gli scienziati che li valutarono come superiori ai modelli precedenti, e li considerarono i primi esemplari realistici e artistici in mostra. Un giudice osservò che la mostra di Hancock "... contribuirà notevolmente a elevare l'arte della tassidermia al livello di altre arti che finora hanno avuto pretese più elevate".
L'esposizione di Hancock suscitò un grande interesse nazionale per la tassidermia e le collezioni amatoriali e professionali destinate al pubblico proliferarono rapidamente. Le esposizioni di uccelli erano particolarmente comuni nelle case vittoriane della classe media: persino la regina Vittoria accumulò un'impressionante collezione di uccelli. La tassidermia veniva utilizzata sempre più spesso anche dai proprietari di animali domestici morti per "resuscitarli".

### Tassidermia antropomorfa

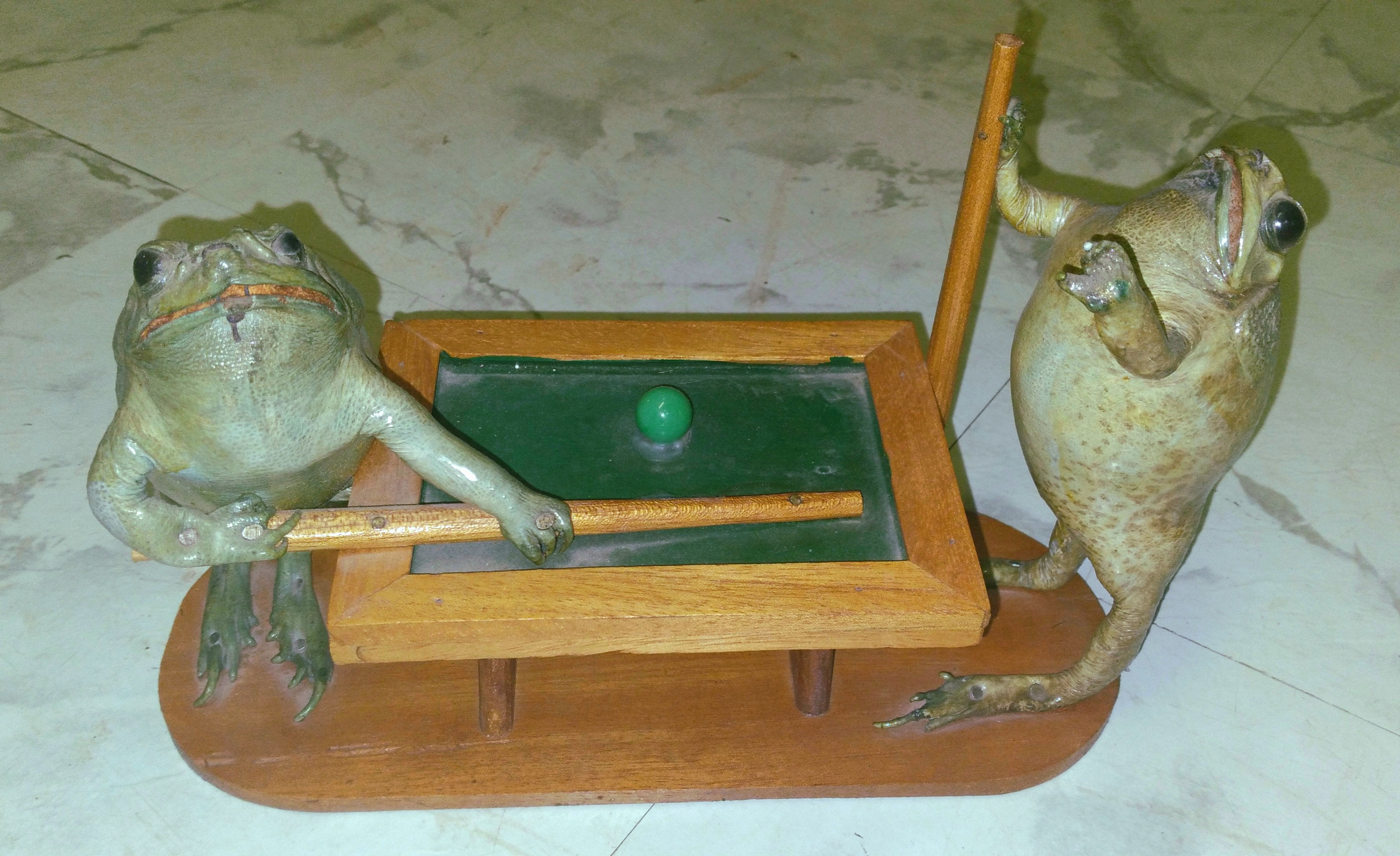
Rane tassidermiche che giocano a biliardo

Alla fine del XIX secolo divenne popolare uno stile noto come tassidermia antropomorfa. Si sviluppò come una "stravaganza vittoriana", e consisteva nel rappresentare animali a cavallo vestiti da persone o mostrati come se fossero impegnati in attività umane. Un primo esempio di questo genere è stato esposto da Herman Ploucquet (originario di Stoccarda), alla Grande Esposizione di Londra.
Il praticante più noto di questo genere era il tassidermista inglese Walter Potter,  la cui opera più famosa era The Death and Burial of Cock Robin. Tra le altre sue scene c'erano "una tana di topi presa d'assalto dai topi della polizia locale... [una] scuola del villaggio... con 48 coniglietti impegnati a scrivere su minuscole lavagnette, mentre il Tea Party dei gattini mostrava l'etichetta felina e un gioco di croquet." Oltre alle simulazioni di situazioni umane, aveva anche aggiunto esempi di animali stranamente deformati come agnelli a due teste e polli a quattro zampe. Il museo di Potter era così popolare che fu costruita un'estensione sul binario della stazione ferroviaria di Bramber.
Altri tassidermisti vittoriani noti per il loro iconico lavoro di tassidermia antropomorfa sono William Hart e suo figlio Edward Hart. Hanno ottenuto il riconoscimento con le loro famose serie di diorami con scoiattoli che boxano. Un set di quattro pezzi di diorami di scoiattolo che pratica boxe (circa del 1850) fu venduto all'asta nel 2013 a prezzi record. Il set è stato poi suddiviso e ciascuno è stato venduto separatamente nella stessa asta.
Esempi famosi di tassidermia antropomorfa moderna includono il lavoro dell'artista Adele Morse, che ha guadagnato l'attenzione internazionale con la sua serie di sculture "Stoned Fox", e il lavoro dell'artista Sarina Brewer, nota per i suoi scoiattoli gemelli siamesi e per le sue scimmie volanti che prendono parte ad attività umane.

### XX secolo

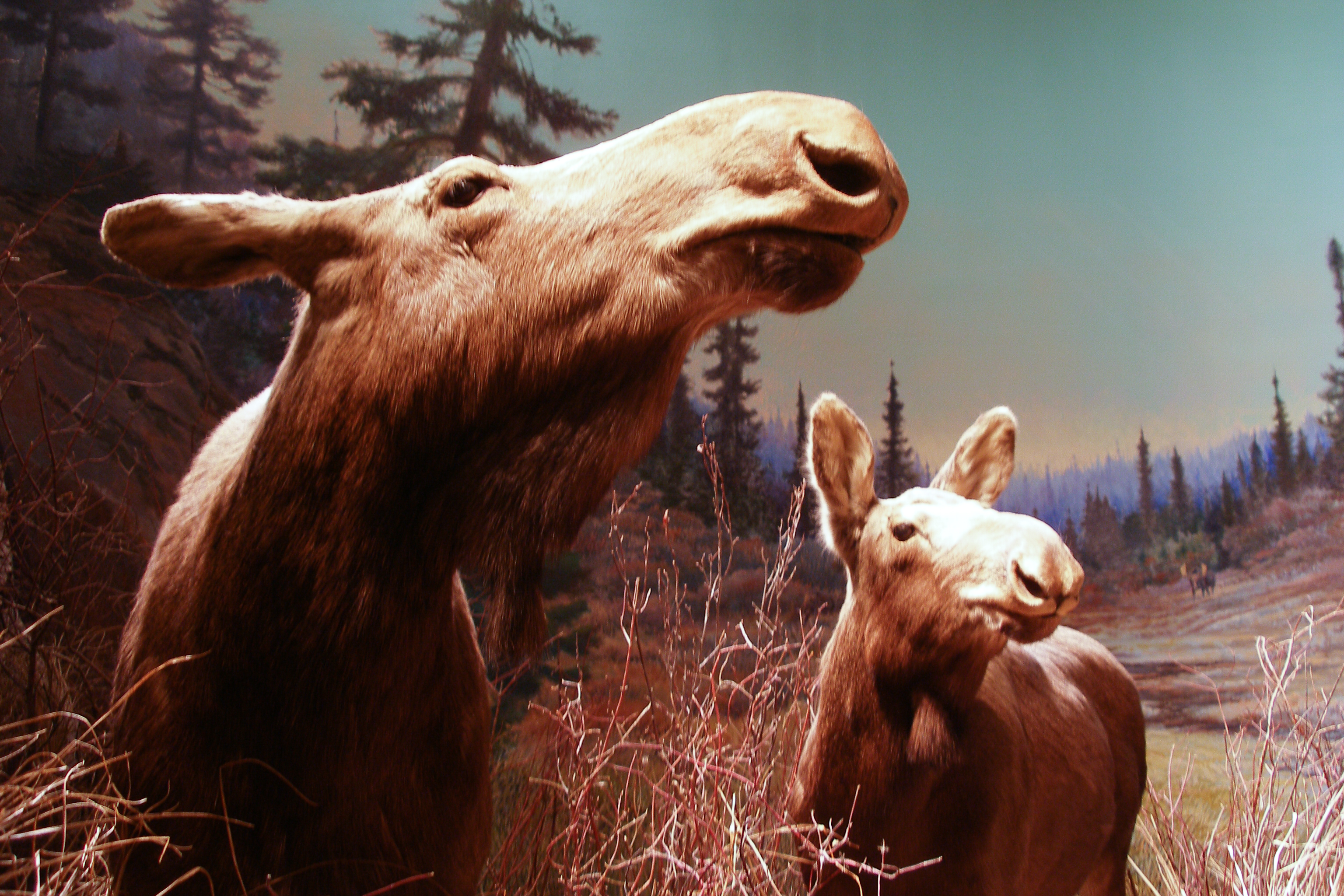
Diorama di mamma alce e cucciolo, Museo di Manitoba

All'inizio del XX secolo, la tassidermia fu portata avanti sotto la guida di artisti come Carl Akeley,  James L. Clark, William T. Hornaday, Coleman Jonas, Fredrick e William Kaempfer e Leon Pray. Questi e altri tassidermisti svilupparono figure anatomicamente accurate che incorporavano ogni dettaglio in pose artisticamente interessanti, inserite in ambientazioni realistiche e pose considerate più appropriate per la specie.
Ulteriori usi moderni della tassidermia sono stati l'uso della "finta tassidermia" o di finte teste di animali che traggono ispirazione dalla tassidermia tradizionale. Decorare con finte teste di animali scolpite e dipinte in diversi colori è diventata una tendenza popolare nel design degli interni.

### Tassidermia decorativa

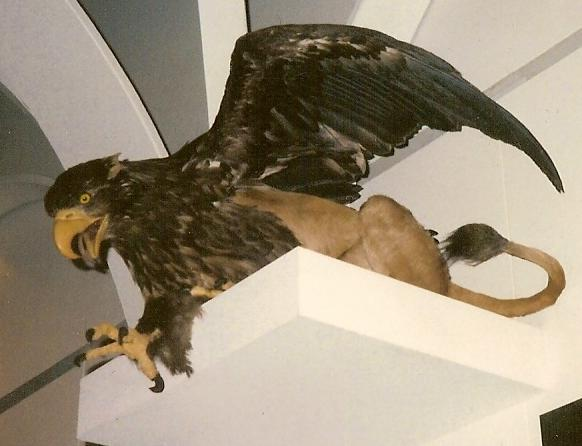
Un esempio di tassidermia decorativa a forma di grifone, esposto al Museo Zoologico di Copenaghen

La tassidermia decorativa (in inglese "rogue", a volte definita "arte della tassidermia") è una forma di scultura a tecnica mista. L'arte della tassidermia decorativa fa riferimento ai trofei tradizionali o alla tassidermia dei musei di storia naturale, ma non è sempre costruita con animali tassidermizzati; può essere costruita interamente con materiali sintetici. Inoltre, la tassidermia decorativa non è necessariamente figurativa, poiché può essere astratta e non ha bisogno di assomigliare a un animale. Può essere un piccolo oggetto decorativo o un'installazione su larga scala delle dimensioni di una stanza. Esiste uno spettro molto ampio di stili all'interno del genere, alcuni dei quali rientrano nella categoria dell'arte tradizionale. La "tassidermia decorativa" descrive un'ampia varietà di lavori, compresi quelli classificati ed esposti come belle arti. Né il termine, né il genere, sono emersi dal mondo della tassidermia tradizionale. Il genere nasce da forme d'arte che utilizzano alcuni dei componenti presenti nella costruzione di una tradizionale montatura di tassidermia. Il termine "tassidermia decorativa" è stato coniato nel 2004 da un collettivo di artisti chiamato The Minnesota Association of Rogue Taxidermists. Il gruppo con sede a Minneapolis è stato fondato dagli artisti Sarina Brewer, Scott Bibus e Robert Marbury come mezzo per unire i rispettivi mezzi e diversi stili di scultura. La definizione di tassidermia decorativa stabilita dagli individui che formarono il genere (Brewer, Bibus e Marbury) è: "Un genere di arte pop-surrealista caratterizzato da sculture tecniche miste contenenti materiali convenzionali legati alla tassidermia che vengono utilizzati in modo non convenzionale". L'interesse per il lavoro del collettivo ha dato origine a un movimento artistico denominato Rogue Taxidermy o, in alternativa, movimento Taxidermy Art. Oltre a descrivere un genere di belle arti, il termine "tassidermia decorativa" si è ampliato negli ultimi anni ed è diventato anche un aggettivo applicato a oggetti non ortodossi di tassidermia tradizionale come montature antropomorfe e composite in cui due o più animali sono uniti fra loro (formando ad esempio animali mostruosi siamesi, jackalope e altre creature immaginarie). Oltre a essere l'impulso per il movimento artistico, l'inizio del genere segnò anche una rinascita di interesse per le forme convenzionali (tradizionali) di tassidermia.
Rogue Taxidermy è anche il titolo del sesto album pubblicato nel 2013 dalla band folk punk Days N' Daze di Houston, Texas, in cui sulla copertina appare una creatura mostruosa formata da più animali uniti fra loro.

## Metodi

### Montatura su pelle tradizionale

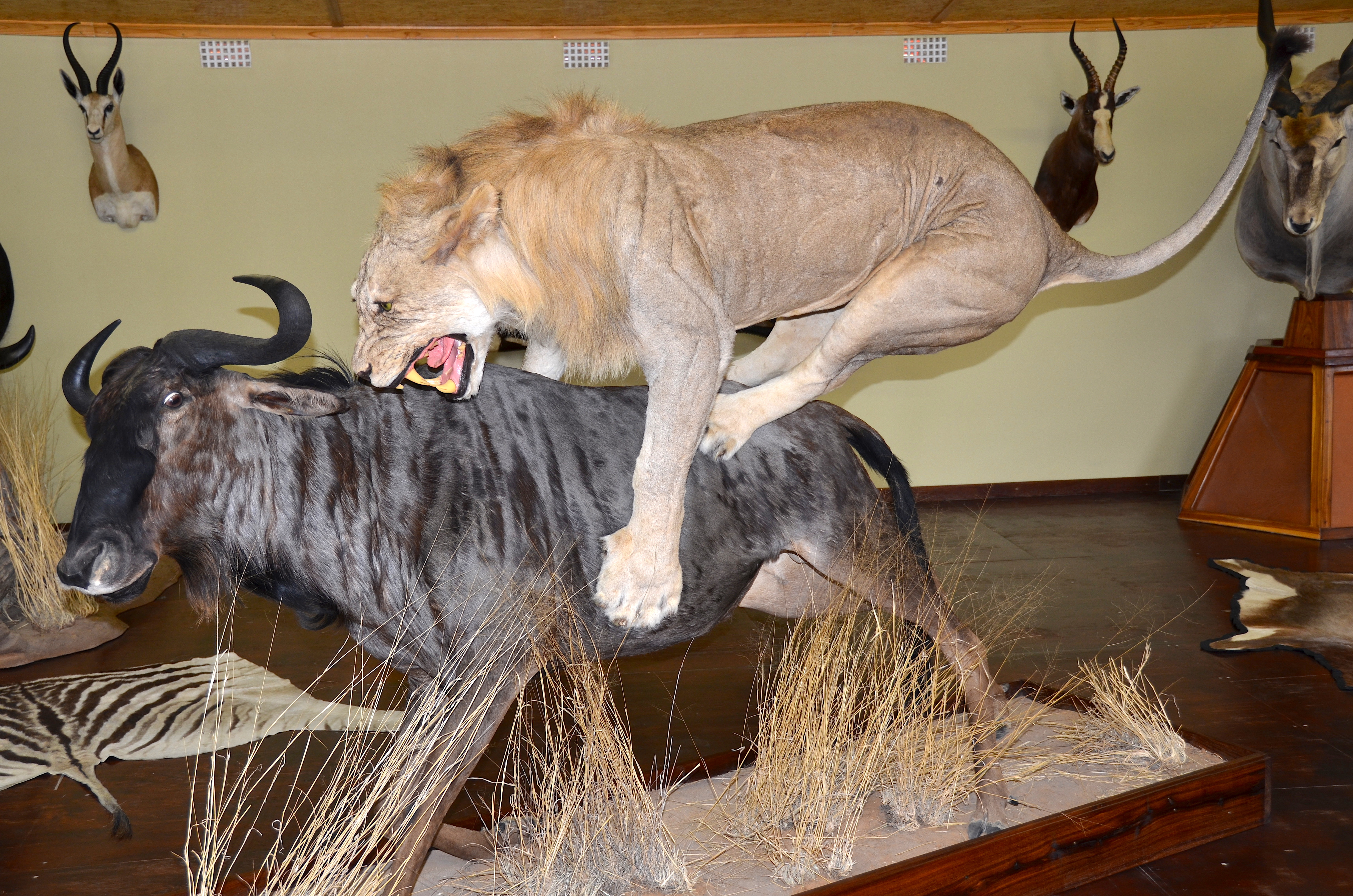
Due esempi di tradizionali montature in pelle: un leone e uno gnu blu della Namibia

I metodi praticati dai tassidermisti sono stati migliorati nel corso dell'ultimo secolo, aumentando la qualità tassidermica e riducendo la tossicità. L'animale viene prima scuoiato con un processo simile alla rimozione della pelle da un pollo prima della cottura. Ciò può essere ottenuto senza aprire la cavità corporea, quindi il tassidermista di solito non vede gli organi interni o il sangue. A seconda del tipo di pelle vengono applicati prodotti chimici preservanti oppure la pelle viene scurita. Viene quindi montato su un manichino realizzato in lana di legno (conosciuta anche come fibra di legno o excelsior in Nord America) e filo metallico o su una forma di poliuretano. L'argilla viene utilizzata per installare gli occhi di vetro e può essere utilizzata anche per i tratti del viso come gli zigomi e l'arcata sopraccigliare. L'argilla da modellare può essere utilizzata anche per riformare le caratteristiche; se l'appendice è stata strappata o danneggiata, l'argilla può tenerla insieme e aggiungere dettagli muscolari. Forme e occhi sono disponibili in commercio presso numerosi fornitori. In caso contrario, i tassidermisti scolpiscono le proprie forme.
I tassidermisti cercano di mantenere continuamente le proprie capacità per garantire risultati attraenti e realistici. Montare un animale è stata a lungo considerata una forma d'arte, che spesso richiedeva mesi di lavoro; non tutti i tassidermisti moderni intrappolano o cacciano esemplari pregiati.
I campioni animali possono essere congelati, quindi scongelati in un secondo momento per essere scuoiati e conciati. Vengono effettuate numerose misurazioni del corpo. Un metodo tradizionale che rimane popolare oggi prevede di conservare le ossa originali del cranio e delle zampe di un esemplare e di utilizzarle come base per creare un manichino realizzato principalmente con lana di legno (in precedenza veniva utilizzata lana di stoppa o di canapa) e filo zincato. Un altro metodo consiste nel modellare la carcassa nel gesso e quindi creare una copia dell'animale utilizzando uno dei diversi metodi. Viene quindi realizzato uno stampo finale in resina poliestere e tessuto di vetro, da cui viene ricavata una forma di poliuretano per la produzione finale. La carcassa viene quindi rimossa e lo stampo viene utilizzato per produrre un calco dell'animale chiamato "forma". Le forme possono essere realizzate anche scolpendo prima l'animale nell'argilla. Molte aziende producono forme stock di varie dimensioni. Gli occhi di vetro vengono quindi solitamente aggiunti successivamente e, in alcuni casi, possono essere utilizzati denti, mascelle, lingua artificiali o, per alcuni uccelli, becchi e zampe artificiali.

### Montatura liofilizzata

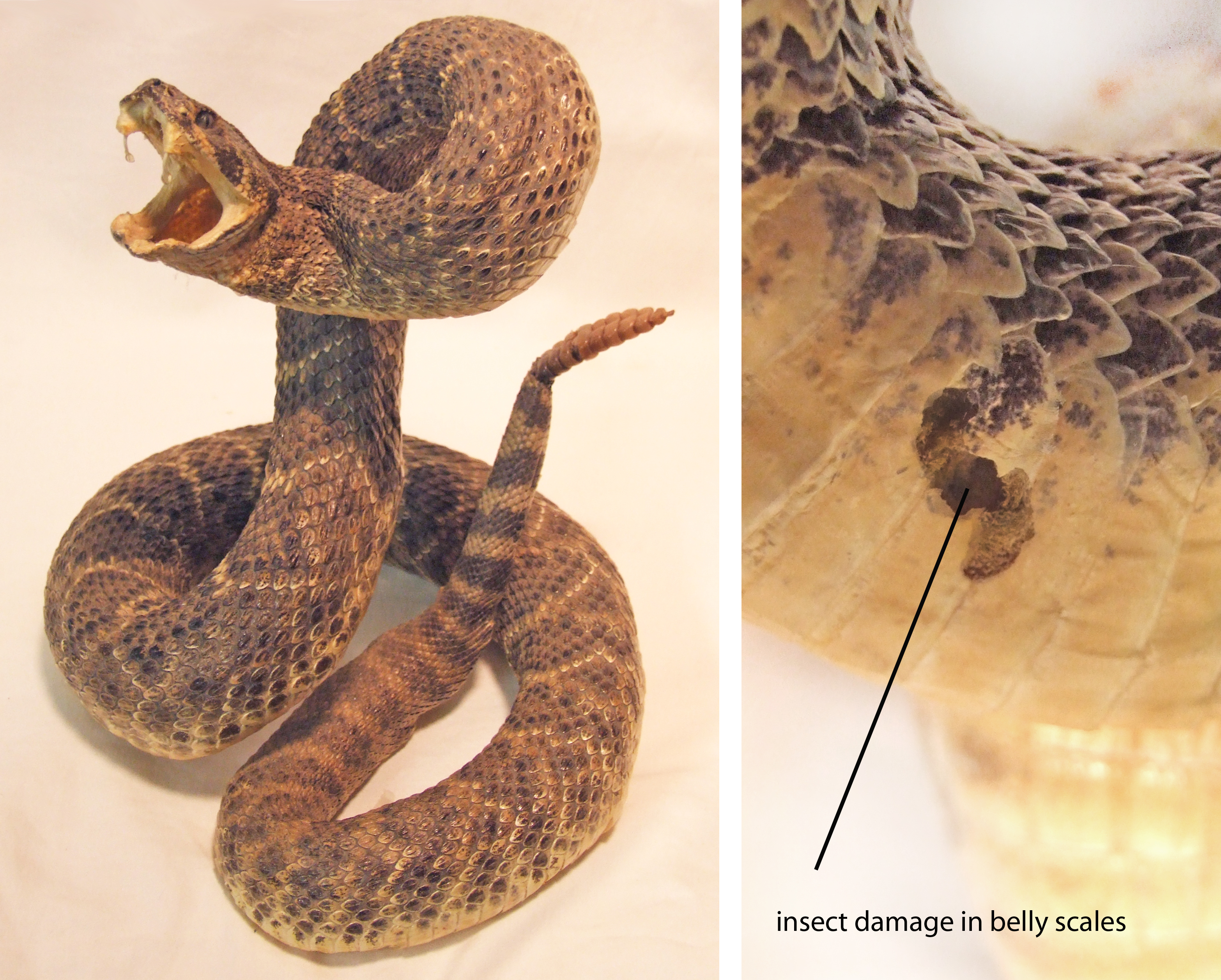
Esempio di danno da scarabeo dermestide a una montatura tassidermica liofilizzata di un serpente a sonagli

Una tendenza sempre più diffusa è quella di liofilizzare l'animale. A tutti gli effetti, una montatura liofilizzata è un animale mummificato. Durante la preparazione vengono asportati gli organi interni; tuttavia, tutti gli altri tessuti rimangono nel corpo (lo scheletro e tutta la muscolatura che lo accompagna sono ancora sotto la superficie della pelle). L'animale viene posizionato nella posa desiderata, quindi inserito nella camera di una speciale macchina per liofilizzazione progettata appositamente per questa applicazione. La macchina congela l'animale e crea anche il vuoto nella camera. La pressione nella camera aiuta a vaporizzare l'umidità nel corpo dell'animale, permettendogli di asciugarsi. La velocità di essiccazione dipende dalla pressione del vapore (maggiore è la pressione, più velocemente il campione si asciuga). La pressione del vapore è determinata dalla temperatura della camera; maggiore è la temperatura, maggiore è la pressione del vapore. La durata del tempo di asciugatura è importante perché il congelamento rapido crea una minore distorsione dei tessuti (ad esempio restringimento, deformazione e raggrinzimento). Il processo può essere eseguito con rettili, uccelli e piccoli mammiferi come gatti, roditori e alcuni cani. Gli esemplari di grandi dimensioni possono richiedere fino a sei mesi nel liofilizzatore prima di essere completamente asciutti. La liofilizzazione è il tipo più popolare di conservazione degli animali domestici. Questo perché è il meno invasivo in termini di ciò che viene fatto al corpo dell'animale dopo la morte, il che è una preoccupazione dei proprietari (la maggior parte dei proprietari non opta per una tradizionale montatura su pelle). Nel caso di animali domestici di grandi dimensioni, come cani e gatti, la liofilizzazione è anche il modo migliore per catturare l'espressione dell'animale così come appariva nella vita (un'altra importante preoccupazione dei proprietari). Le attrezzature per la liofilizzazione sono costose e richiedono molta manutenzione. Il processo richiede anche molto tempo; pertanto, la liofilizzazione è generalmente un metodo costoso per preservare un animale. Lo svantaggio di questo metodo è che i supporti liofilizzati sono estremamente suscettibili ai danni degli insetti. Questo perché contengono ampie aree di tessuto essiccato (carne e grasso) di cui gli insetti possono nutrirsi. I supporti tradizionali sono molto meno suscettibili perché non contengono praticamente tessuti residui (o non ne contengono affatto). Indipendentemente da quanto bene viene preparata una montatura, tutta la tassidermia è suscettibile ai danni degli insetti. Le montature tassidermiche sono prese di mira dagli stessi coleotteri e tarme dei tessuti che distruggono maglioni di lana e pellicce e che infestano cereali e farina nelle dispense.

### Montatura di riproduzione

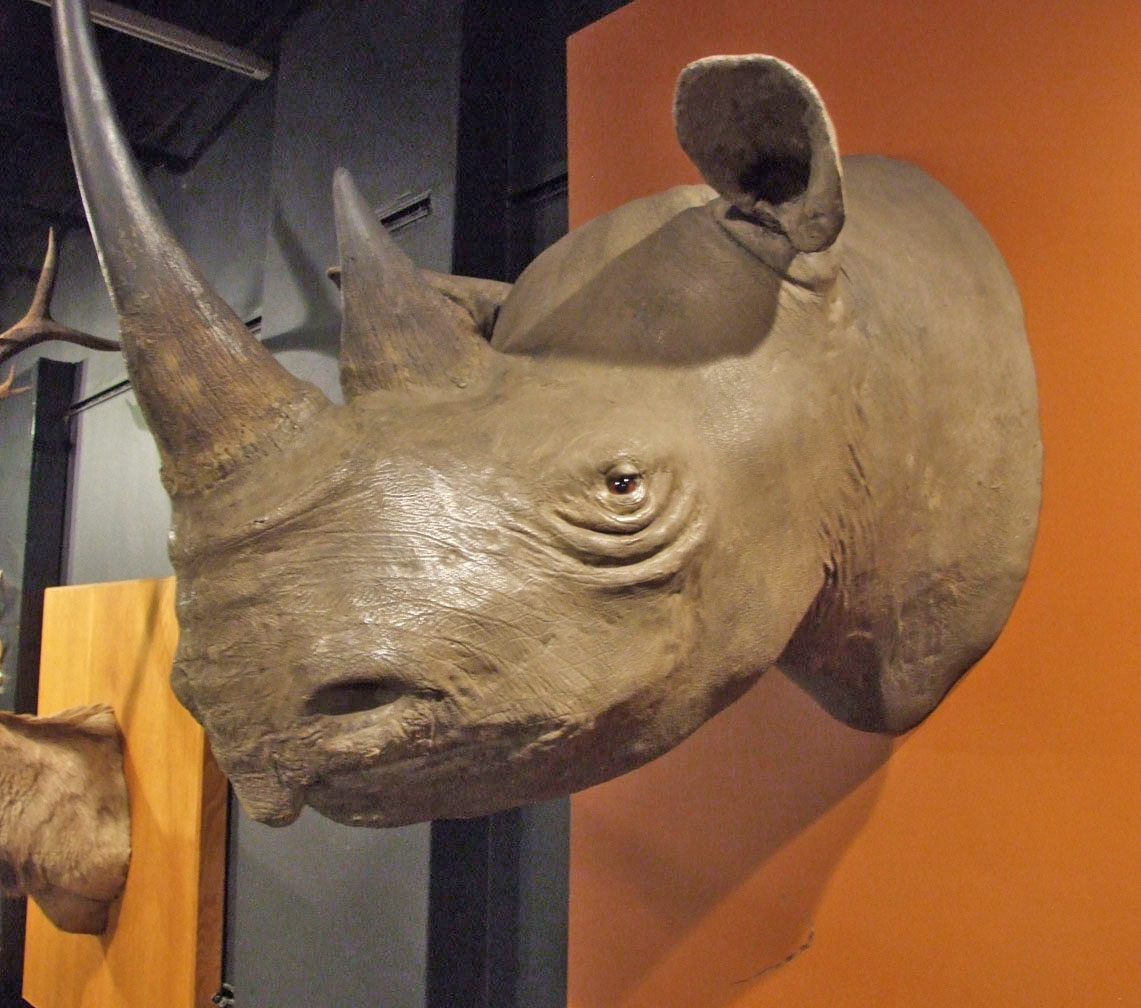
Montatura di riproduzione di un rinoceronte in fibra di vetro

Alcuni metodi per creare una montatura di riproduzione non implicano la conservazione del corpo reale dell'animale. Vengono invece scattate foto e misurazioni dettagliate dell'animale in modo che un tassidermista possa creare una replica esatta in resina o fibra di vetro che può essere esposta al posto dell'animale reale. Nessun animale viene ucciso nella creazione di questo tipo di attività. Una situazione in cui ciò viene praticato è nel mondo della pesca sportiva, dove il Catch & Release sta diventando sempre più diffuso. I supporti di riproduzione sono comunemente creati per (tra gli altri) trote, spigole e grandi specie di acqua salata come il pesce spada e il makaira. Un'altra situazione in cui vengono creati trofei riproduttivi è quando sono coinvolte specie in via di estinzione. Le specie protette e in via di estinzione, come il rinoceronte, vengono cacciate con fucili caricati con dardi tranquillanti anziché con proiettili veri. Mentre l'animale è privo di sensi, il cacciatore posa per le foto con l'animale mentre viene misurato allo scopo di creare una replica o per stabilire quale dimensione della testa dell'animale prefabbricata in fibra di vetro può essere acquistata per avvicinarsi il più possibile all'animale reale. L'animale dardeggiato non viene danneggiato. Il cacciatore quindi mostra la testa in fibra di vetro sul muro al posto della testa dell'animale reale per commemorare l'esperienza della caccia.

### Montatura ricostruttiva

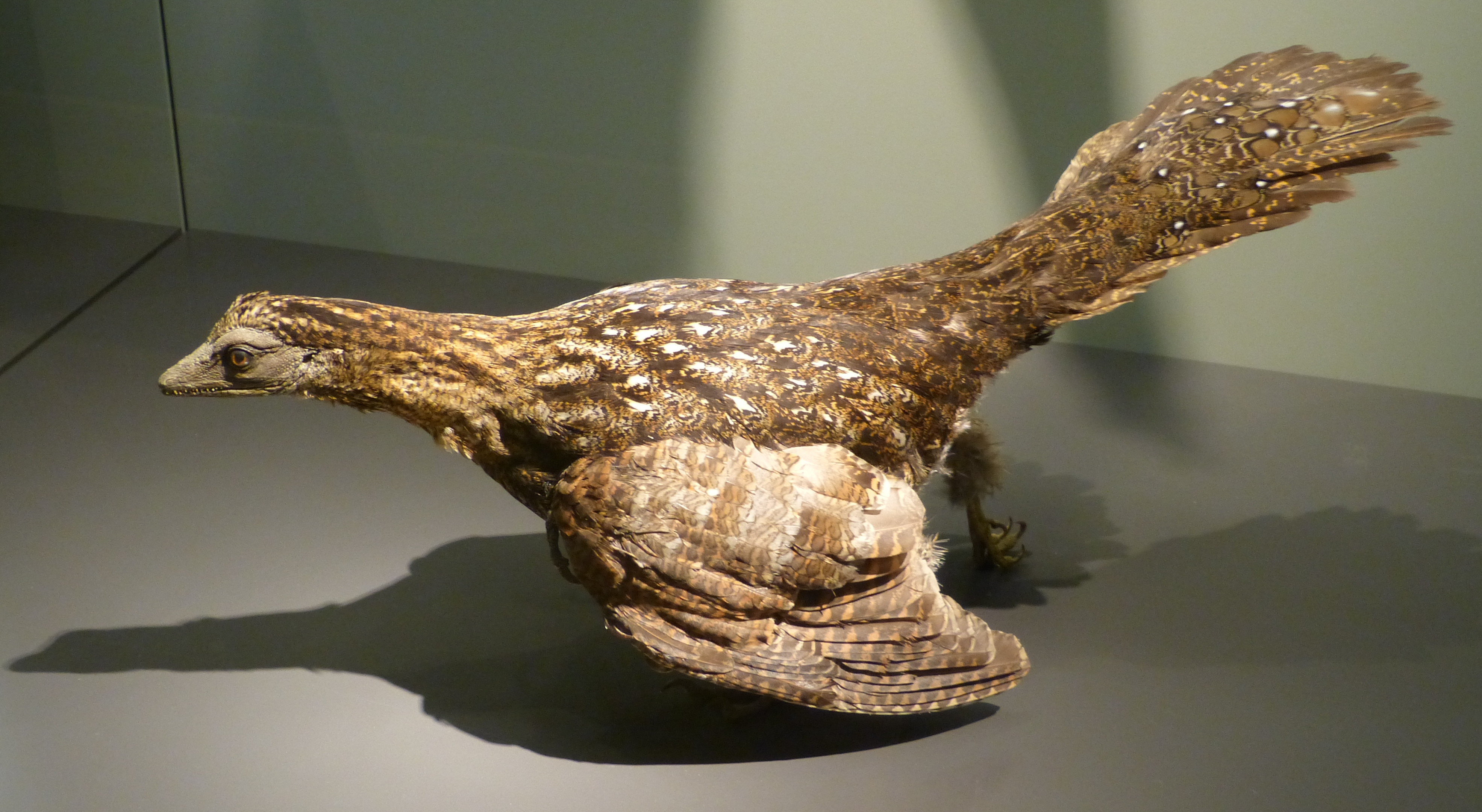
Una ricostruzione tassidermica di una specie di uccello ancestrale estinto, l'Archaeopteryx, creata con le ali e le piume di una varietà esistente di gallo cedrone

Le montature ricostruttive sono rappresentazioni accurate a grandezza naturale di specie esistenti o estinte create utilizzando materiali non presenti sull'animale da riprodurre. Utilizzano la pelliccia, le piume e la pelle di altre specie di animali. Secondo la National Taxidermy Association: "Le ricostruzioni, ai fini di questa categoria [del concorso], sono definite come riproduzioni che non includono parti naturali dell'animale ritratto. Una ricostruzione può includere incisioni e sculture originali. Una ricostruzione può utilizzare parti naturali, a condizione che le parti non provengano dalla specie raffigurata. Ad esempio, un'aquila ricreata potrebbe essere costruita utilizzando piume di tacchino, oppure una pelle di mucca potrebbe essere utilizzata per simulare la selvaggina africana". Un famoso esempio di montatura ricostruttiva è un panda gigante creato dal tassidermista Ken Walker che ha costruito con pelliccia di orso nero tinta e sbiancata.

### Pelli di studio

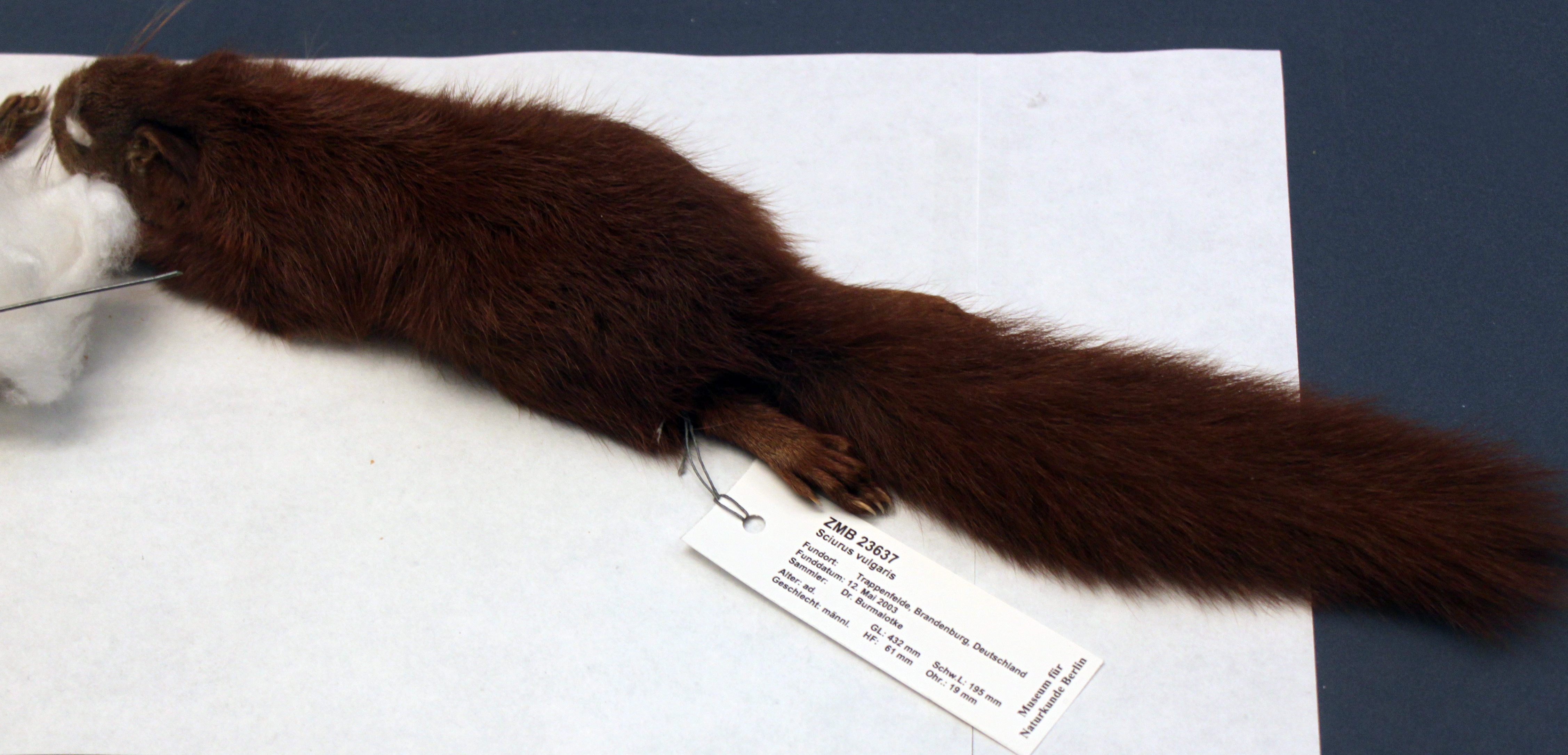
Pelle di studio completata ed etichettata dopo la misurazione, la scuoiatura e l'imbottitura con cotone

Una pelle di studio (study skin) è un esemplare zoologico tassidermico preparato in modo minimalista che si preoccupa solo di preservare la pelle dell'animale, non la forma del corpo. Come suggerisce il nome, le pelli da studio sono utilizzate per studi scientifici (ricerca) e sono ospitate principalmente nei musei. L'unico scopo di una pelle di studio è preservare i dati, non replicare un animale in uno stato realistico. I musei conservano grandi collezioni di pelli di studio per condurre confronti di caratteristiche fisiche con altre pelli di studio della stessa specie. Tali pelli vengono conservate perché il DNA può essere estratto da esse quando necessario in qualsiasi momento.
La preparazione della pelle di studio è estremamente semplice. Dopo che l'animale è stato scuoiato, il grasso viene metodicamente raschiato via dalla parte inferiore della pelle che viene poi strofinata con borace o polvere di cedro per farla asciugare più velocemente. L'animale viene poi imbottito con cotone e cucito. I mammiferi sono distesi sulla pancia. Gli uccelli vengono preparati sdraiati sulla schiena. Le pelli di studio vengono essiccate in queste posizioni per mantenere il prodotto finale il più snello e aerodinamico possibile in modo che un gran numero di campioni possa essere conservato uno accanto all'altro in cassetti piatti, occupando una quantità minima di spazio. Poiché le pelli di studio non sono preparate pensando all'estetica, non hanno occhi finti e la loro imbottitura di cotone è visibile nelle aperture degli occhi.